# Ty Simpkins
Ty Keegan Simpkins (n. 6 august 2001, New York) este un actor american. Rolurile care i-au adus recunoaștere internațională includ Iron Man 3 (2013), alături de horrorurile lui James Wan Insidious (2010) și Insidious: Chapter 2 (2013), dar și Jurassic World (2015). A apărut alături de sora lui, Ryan Simpkins, în filme precum Pride and Glory (2008), Revolutionary Road (2008) și Arcadia (2012).

## Filmografie

### Film
| An   | Titlu                  | Rol                | Note        |
| ---- | ---------------------- | ------------------ | ----------- |
| 2005 | Războiul lumilor       | Băiețelul de 3 ani |             |
| 2006 | Mici copii             | Aaron Adamson      |             |
| 2008 | Gardens of the Night   | Dylan Whitehead    |             |
| 2008 | Mândrie și glorie      | Matthew Egan       |             |
| 2008 | Nonconformiștii        | Michael Wheeler    |             |
| 2009 | Family of Four         | Tommy Baker        |             |
| 2009 | Abracadabra            | Tucker             | Scurtmetraj |
| 2010 | Insidious              | Dalton Lambert     |             |
| 2010 | 3 zile de coșmar       | Luke Brennan       |             |
| 2012 | Arcadia                | Nat                |             |
| 2012 | Extracted              | Tânărul Anthony    |             |
| 2013 | Omul de oțel 3         | Harley Keener      |             |
| 2013 | Insidious: Capitolul 2 | Dalton Lambert     |             |
| 2015 | Hangman                | Max Miller         |             |
| 2015 | Meadowland             | Adam               |             |
| 2015 | Jurassic World         | Gray Mitchell      |             |
| 2016 | Super băieți           | Bobby              |             |

### Televiziune
| An        | Titlu                                     | Rol               | Note                                     |
| --------- | ----------------------------------------- | ----------------- | ---------------------------------------- |
| 2001–2002 | One Life to Live                          | Jack Manning      | 4 episoade                               |
| 2001–2005 | Guiding Light                             | Jude Cooper Bauer | 47 de episoade                           |
| 2005      | Law & Order: Criminal Intent              | Jake Nikos        | Episodul Ex Stasis                       |
| 2008      | CSI: Crime și investigații                | Tyler Waldrip     | Episodul A Thousand Days on Earth        |
| 2008      | Private Practice – Medici în Santa Monica | Braden Tisch      | Episodul Past Tense                      |
| 2016      | Familia mea dementă                       | Micul toboșar     | Episodul How the Griffin Stole Christmas |

### Jocuri video
| An   | Titlu                  | Rol           | Note |
| ---- | ---------------------- | ------------- | ---- |
| 2015 | Lego Jurassic World    | Gray Mitchell | Voce |
| 2015 | Lego Dimensions        | Gray Mitchell | Voce |
| 2016 | Lego Marvel's Avengers | Harley Keener | Voce |